# Torfeuer

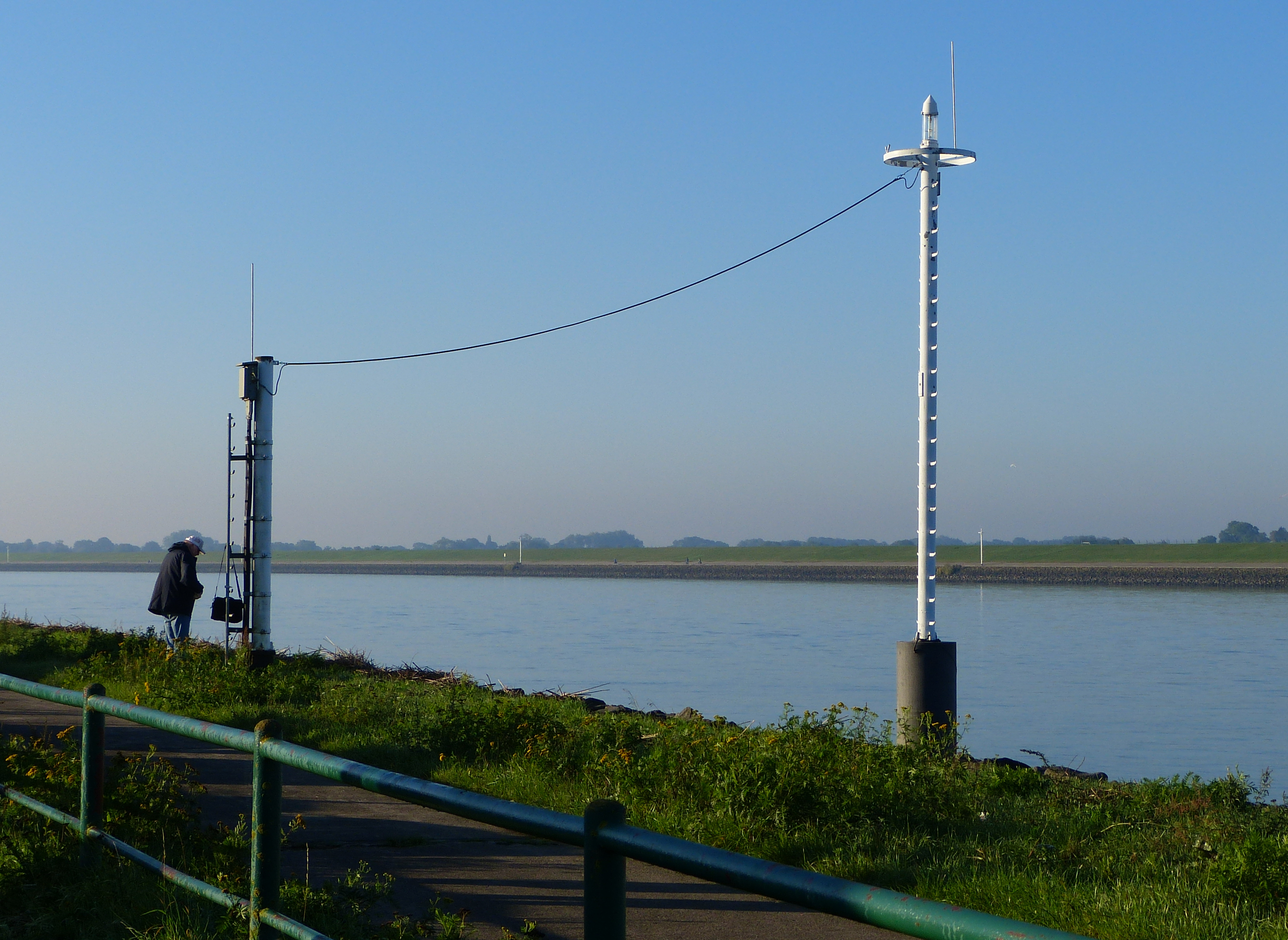
Uferfeuerketten an der Unterweser

Torfeuer sind Leuchtfeuerpaare, die die beiden Seiten eines Fahrwassers kennzeichnen. Ihre Verbindungslinie wird in der Mitte senkrecht von der Fahrwasserachse geschnitten. Die beiden Komponenten eines Torfeuerpaares haben gleiche Höhe, Lichtstärke und Kennung und
sind oftmals gleichgängig, also synchron getaktet. 

## Uferfeuer und Molenfeuer
Die Uferfeuer, die entlang zahlreicher Schifffahrtswege zumeist am Ufer von Flüssen oder Kanälen in Ketten das Fahrwasser bezeichnen, sind im engeren Sinne keine Torfeuer, werden jedoch gelegentlich so bezeichnet. Ein Beispiel hierfür wäre der Nord-Ostsee-Kanal. Ebenso werden Molenfeuer, die bei Hafenzufahrten der Kennzeichnung von Molenköpfen dienen, normalerweise nicht als Torfeuer angesprochen.

## Quelle
- Bundesministerium für Verkehr: Grundsätze für die Bezeichnung der deutschen Küstengewässer, BGBl II, 1954.
- Torfeuer Uferfeuer bei Leuchttürme.net